# كيم أندرسون
كيم أندرسون (بالسويدية: Kim Andersson) مواليد 21 أغسطس 1982 في السويد، هو لاعب كرة يد سويدي يلعب كظهير أيمن. يلعب حاليا مع نادي يستاد لكرة اليد ويحمل الرقم 5. مثل منتخب السويد لكرة اليد. شارك في دورة الألعاب الأولمبية الصيفية سنة 2012.

## المسيرة الاحترافية
لعب مع نادي يستاد لكرة اليد في الدوري السويدي من سنة 1998 إلى 2001، ثم انضم إلى نادي كيل لكرة اليد من سنة 2005 إلى 2012، ثم لعب مع نادي يستاد لكرة اليد في الدوري السويدي في سنة 2015.

## سجل المنافسة
شارك في البطولات التالية:
- بطولة العالم لكرة اليد للرجال 2015
- بطولة أوروبا لكرة اليد للرجال 2012
- الألعاب الأولمبية الصيفية 2012
- الألعاب الأولمبية الصيفية 2016

## الميداليات
| الميدالية | المسابقة                       |
| --------- | ------------------------------ |
| فضية      | الألعاب الأولمبية الصيفية 2012 |

## روابط خارجية
- كيم أندرسون على موقع الاتحاد الأوروبي لكرة اليد (الإنجليزية)
- كيم أندرسون على موقع نادي كيل لكرة اليد (الألمانية)
- كيم أندرسون على موقع أوليمبيديا (الإنجليزية)
- كيم أندرسون على موقع اللجنة الأولمبية السويدية (السويدية)